# Рио-Иро
Рио-Иро (исп. Río Iró) — муниципалитет на западе Колумбии, на территории департамента Чоко. Входит в состав субрегиона Сан-Хуан. Административный центр — посёлок Санта-Рита.

## История
Муниципалитет Рио-Иро был выделен в отдельную административную единицу 20 июля 2000 года.

## Географическое положение

Муниципалитет Рио-Иро

Граничит на севере и северо-востоке с территорией муниципалитета Тадо, на северо-западе — с муниципалитетом Истмина, на юго-западе — с муниципалитетом Кондото, на юго-востоке — с муниципалитетом Сан-Хосе-дель-Пальмар. Площадь муниципалитета составляет 520 км².

## Население
По данным Национального административного департамента статистики Колумбии, численность населения муниципалитета в 2015 году составляла 9695 человек.
Динамика численности населения муниципалитета по годам:
| 2005 | 2006 | 2007 | 2008 | 2009 | 2010 | 2011 | 2012 | 2013 | 2014 | 2015 |
| ---- | ---- | ---- | ---- | ---- | ---- | ---- | ---- | ---- | ---- | ---- |
| 8084 | 8229 | 8385 | 8544 | 8700 | 8858 | 9017 | 9191 | 9356 | 9522 | 9695 |

Согласно данным переписи 2005 года мужчины составляли 52,5 % от населения Рио-Иро, женщины — соответственно 47,5 %. В расовом отношении негры, мулаты и райсальцы составляли 91,4 % от населения муниципалитета; индейцы — 8,4 %; белые и метисы — 0,2 %.
Уровень грамотности среди всего населения составлял 66,2 %.

## Экономика
Основу экономики составляют сельское хозяйство, добыча полезных ископаемых и туризм.